# Johan Browallius
Johan Browallius, född 30 augusti 1707 i Västerås, död 25 juli 1755 i Åbo, var en svensk naturvetenskapsman, teolog och politiker (hattpartiet).
Johan Browallius var son till lektorn i Västerås, senare kyrkoherden i Bro socken, Andreas Browallius och sonson till kyrkoherden i Gagnef Erik Browallius. Efter studier vid Västerås trivialskola från 1713 blev han 1720 student vid Uppsala universitet. Han blev filosofie magister 1727 och prästvigdes 1731. År 1730 var han lärare vid en skola i Stockholm men blev efter sin prästvigning 1731 huspredikant hos Fredrik Magnus Cronberg och samma år kaplansadjunkt vid Storkyrkan i Stockholm och hovpredikant hos grevinnan Vendla Stålarm. År 1732 blev han informator och slottspredikant hos landshövdingen i Falun Nils Reuterholm Efter studieresor i Norge och Sverige 1735–1736 blev Browallius professor i naturalhistoria vid Kungliga Akademien i Åbo 1737, teologie professor 1746 och biskop i Åbo stift 1749. Browallius valdes 1740 in som ledamot nummer 51 av Kungliga Vetenskapsakademien.